# 522
El 522 (DXXII) fou un any comú iniciat en dissabte pertanyent a l'etapa de l'edat mitjana coneguda com a antiguitat tardana.

## Esdeveniments
- Amalaric, nou rei dels visigots
- Dhu-Nuwàs puja al tron[1] i comença una persecució de cristians

## Necrològiques
- Jacob de Batnes